# Trò chơi năm 1970
Trang này liệt kê các board game, trò chơi thẻ bài, wargame, và trò chơi mô hình thu nhỏ xuất bản năm 1970.

## Trò chơi phát hành hoặc phát minh năm 1970
- Aggravation
- Buckaroo!
- Game of the Generals
- Masterpiece
- Matchwitz[1]
- Napoleon
- PanzerBlitz
- Posse: Thirteen Against One